# Физиологија биљака
Физиологија биљака је биолошка дисиплина која се бави проучавањем животних процеса биљака. Пошто је суштина животних процеса биљке претватрање сунчеве енергије у хемијску у процесу фотосинтезе, физиологија биљака има за циљ да утврди све путеве и процесе по којим биљка усваја, користи и преобраћује енергију, те је користи за синтезу нове органске материје. Биљна физиологија проучава и све пропратне радње које се везују за метаболизам биљака, односно све законе по којим биљка расте, развија се и размножава. С обзиром да су биљке најраспрострањеније на копну, и да дају огроман допринос стварању кисеоника и примарној продукцији органске материје, ту се истиче и значај физиологије биљака која све те процесе прати и проучава. Физиологија биљака проучава и механизме физиолошких адаптација биљака у процесу прилагођавања биљака новим условима средине. Услед кориштења биљака у разне сврхе од стране човјека, у свим наукама које се баве пручавањем искориштавања биљака (пољопривреда, биотехнологија, шумарство и сл.) физиологија заузима значајно мјесто. 
На основу предмета проучавања, физиолоија би се могла подијелити у неколико под-дисциплина: 
- физилогија биљне ћелије - биљна ћелија је карактеристична и по својој грађи јединствена у природи. Дио физиологије биљака који се бави проучавањем биљне физиологије на нивоу ћелије, обухвата проучавање хемијског састава биљака, заступљеност органских и неорганских једињења и њихов међусобни однос. Затим дијелове биљне ћелије, органеле, прије свега вакуолу и ћелијски зид који су карактеристични за биљну ћелију. Значајно је и проучавање транспорта материја кроз мембрану биљне ћелије, јер је то суштина одржавања ћелије живом и животних процеса уопште;
- физиологија исхране биљака - бави се проучавањем усвајања воде и појава које су за њу значајне. Те појаве су дифузија и осмоза, осмотски потенцијал, водни потенцијал, матрикс потенцијал, плазмолиза и деплазмолиза, тургоров притисак. Поред усвајања воде, физиологија биљака проучава и њен транспорт кроз биљку, те њено одавање, путем гутације, сузења и транспирације. Поред усвајања воде биљка усваја и минералне материје. Физиологија прати пут и начин усвајања макро- и микроелемената;
- физиологија фотосинтезе и метаболизма биљака - фотосинтеза је универзални процес који се одвија у природи и има велики значај. Физиологија проучава фазе фотосинтезе (свијетла и тамна), етапе и чиниоце који на њу утичу;

- физиологија биљног дисања - дисање биљака је процес у коме биљке користе органске материје за раст ћелија и биљних органа, формирање резерви и за енергију. Дисање је сложен процес па је стога и његово изучавање од стране бињне физиологије доста комплексно;
- физиологија раста и развића биљака - растење биљака подразумијева, увећавање и умножавање биљних ћелија, али и њихову специјализацију, односно диференцијацију, тј. процес у коме биљне ћелије постају специјализоване за вршење одређене функције. Растење ћелија и организма, те ћелијска специјализација значе уједно и развиће комплетне биљке. При томе биљна физиологија проучава хормоне који дјелују на раст, процесе растења и раст сваког биљног органа посебно;
- физиологија размножавања - прати развиће полена и јајне ћелије, затим ембриогенезу и развиће сјемена. На крају долази и развиће плода, као задња фаза једног вегетационог периода. Поред овог полног размножавања, физиологија проучава и бесполно или вегетативно размножавање биљака;
- физиологија отпорности - бави се проучавањем процеса у биљци у скучају неповољних животних услова, као што су суша, високе и ниске температуре, мраз, загађен ваздух и сл.